# Ozotroctes punctatissimus
Ozotroctes punctatissimus är en skalbaggsart som beskrevs av Bates 1861. Ozotroctes punctatissimus ingår i släktet Ozotroctes och familjen långhorningar. Inga underarter finns listade i Catalogue of Life.